# ديريك أندرسون (لاعب كرة قدم)
ديريك أندرسون (بالإنجليزية: Derek Anderson)‏ (15 مايو 1972 في المملكة المتحدة - ) هو لاعب كرة قدم بريطاني في مركز الدفاع. لعب مع كوين أوف ساوث ونادي كيلمارنوك ونادي هيبرنيان ونادي ألوا أثليتيك ونادي ستيرلينغ ألبيون وAuchinleck Talbot F.C. ‏ ونادي آير يونايتد ونادي غرينوك مورتون.

## وصلات خارجية
- ديريك أندرسون على موقع قاعدة بيانات كرة القدم.إي يو (الإنجليزية)